# Bruzda środkowa mózgu
Bruzda środkowa mózgu, bruzda Rolanda, szczelina Rolanda (łac. sulcus centralis cerebri, sulcus Rolandi, fissura Rolando) – w anatomii człowieka bruzda na górno-bocznej, wypukłej powierzchni mózgu, oddzielająca płat czołowy od płata ciemieniowego. Zaczyna się na brzegu górnym mniej więcej w jej połowie i biegnie ku dołowi i do przodu, dochodząc do bruzdy bocznej. 
Nazwa eponimiczna upamiętnia włoskiego anatoma Luigi Rolando.